# Thomas Smartt
Thomas William Smartt (né en Irlande le 22 février 1858 et mort au Cap en Afrique du Sud le 17 avril 1929) est un homme politique sud-africain. Membre de l'assemblée législative de la colonie du Cap (1894-1910), il est ministre de l'intérieur (1896-1898), secrétaire colonial (1898 et 1908) et ministre des travaux publics de la colonie du Cap (1900-1902 et 1904-1908). Fondateur et dirigeant du parti unioniste avant de rallier le parti sud-africain en 1920, il est aussi membre du parlement de l'Union de l'Afrique du Sud (1910-1929), et membre du gouvernement Smuts en tant que ministre de l'agriculture.

## Biographie
Diplômé en médecine de l'Université de Dublin en 1880, il émigre dans la colonie du Cap où il est élu en 1893 membre de l'Assemblée législative pour la circonscription de Wodehouse. Il est alors membre de l'Afrikaner Bond de Jan Hofmeyr. Trois ans plus tard, il entre dans le gouvernement de John Gordon Sprigg en tant que ministre de l'Intérieur.
Durant la seconde guerre des Boers, il participe à la défense de Kimberley au côté de Cecil Rhodes.
De 1900 à 1902, il est ministre des Travaux publics de la colonie du Cap dans le gouvernement de John Gordon Sprigg. En 1904, il retrouve ce poste dans le cabinet de Leander Starr Jameson. A trois reprises (1904, 1905 et 1906), il est premier ministre de la colonie du Cap par intérim.

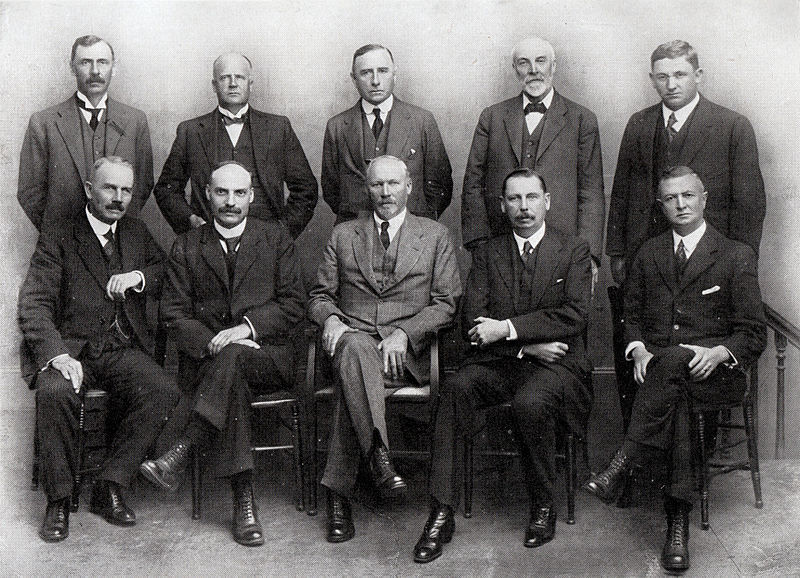
Le gouvernement Smuts en 1923
Assis au 1er rang : Thomas Watt, F.S. Malan, Jan Smuts, Thomas Smartt, Henry Burton
Debout au 2nd rang : N.J. de Wet, Deneys Reitz, Patrick Duncan, J.W. Jagger et Hendrik Mentz.

De 1908 à 1909, en tant que délégué de la colonie du Cap, il est membre de la Convention nationale qui élabore les modalités de formation de l'Union de l'Afrique du Sud.
En mai 1910, il fonde le parti unioniste d'Afrique du Sud (Unionisteparty), issu de la fusion entre le parti unioniste de la colonie du Cap, le parti constitutionnel de la colonie de la rivière Orange et le parti progressiste du Transvaal. Ce parti unioniste, dirigé par Leander Starr Jameson, est pro-britannique, attaché à l'impérialisme britannique et veut faire de l'Afrique du Sud un dominion blanc similaire aux autres dominions de l'Empire. Il représente à la fois les intérêts miniers anglophones et les classes aisées et moyenne de la bourgeoisie britannique ou anglophone d'Afrique du Sud. À la suite des premières élections générales d'Afrique du Sud en septembre 1910, le parti unioniste constitue, durant les deux premières sessions parlementaires (1910-1920), l'opposition officielle au Parlement face au Parti sud-africain de Louis Botha et de Jan Smuts.
En 1912, Smartt succède à Jameson en tant que chef du parti unioniste. En 1915, en pleine Première Guerre mondiale, le parti sud-africain perd sa majorité absolue en sièges au parlement mais conserve le pouvoir grâce au soutien de Smartt et de son parti.

Cependant, lors des élections générales de 1920, le parti national supplante le parti unioniste et le parti sud-africain sans obtenir toutefois la majorité absolue des sièges. En nombre de sièges, le parti unioniste devient la troisième formation politique du parlement, perdant son statut d'opposition officielle. Smartt signe alors une alliance politique avec le général Jan Smuts, premier ministre de l'Union qui amène le parti unioniste à se saborder en novembre 1920 et ses élus à rallier le parti sud-africain pour contrer la montée du nationalisme afrikaner. Lors des élections anticipées de 1921, le parti sud-africain remporte de nouveau la majorité des sièges et reçoit le soutien en prime du parti travailliste d'Afrique du Sud. Jusqu'en 1924, Smartt est alors ministre de l'Agriculture de l'Union sud-africaine.
Malade, Smartt quitte la vie politique juste avant les élections de 1929 et décède peu de temps après le 17 avril de cette année au Cap.